# Медаль «15 років Збройним Силам України»
Медаль «15 років Збройним Силам України» — відомча заохочувальна відзнака Міністерства оборони України у 2006–2010 роках.

## Історія нагороди
- Відзнака встановлена наказом Міністра оборони України Анатолія Гриценка від 6 квітня 2006 року № 174.
- Наказ № 174 втратив чинність на підставі Наказу Міністерства оборони України № 556 від 1 листопада 2010 року[1].

## Положення про відзнаку
- Заохочувальною відзнакою Міністерства оборони України — медаллю «15 років Збройним Силам України» нагороджуються військовослужбовці (крім військовослужбовців строкової служби) та працівники Збройних Сил України, а також інші особи з нагоди 15-ї річниці Збройних Сил України за особистий внесок у справу реформування, розвитку та забезпечення життєдіяльності Збройних Сил України, сумлінне і бездоганне виконання військового (службового) обов'язку та інші заслуги перед Збройними Силами України.
- Нагородження медаллю здійснюється наказом Міністра оборони України (по особовому складу).
- Нагородження медаллю посмертно не проводиться.
- До нагородження не подаються особи, яким за вироком суду призначено покарання, стосовно яких здійснюється дізнання, досудове слідство або кримінальна справа розглядається судом та які мають не зняті дисциплінарні стягнення.
- Подання до нагородження медаллю здійснюється в порядку, визначеному в Положенні про заохочувальні відзнаки Міністерства оборони України, затвердженому наказом Міністра оборони України від 2 березня 2006 року № 131, зареєстрованому в Міністерстві юстиції України 16 березня 2006 року за № 278/12152[2].
- Нагородженій особі вручається медаль та посвідчення до медалі.
- У разі втрати (псування) медалі дублікат не видається.
- Медаль і посвідчення про нагородження нею після смерті нагородженого залишаються в сім'ї померлого для зберігання як пам'ять.

## Опис відзнаки
- Заохочувальна відзнака Міністерства оборони — медаль «15 років Збройним Силам України» виготовляється з білого металу і має овальну форму, утворену вінком з дубового листя. У центрі медалі — зображення прямого рівностороннього хреста з розбіжними сторонами малинової емалі. Посередині хреста — круглий медальйон із зображенням головного елемента великого Державного Герба України — Знака Княжої Держави Володимира Великого (малого Державного Герба України) на синьому емалевому тлі. Під хрестом напис у два рядки: «1991-2006». Медальйон обрамлено фігурною стрічкою жовтого металу, на якій у верхній частині напис «За Україну», у нижній — «За її волю». Усі зображення і написи рельєфні, пружки хреста жовтого металу.
- Розмір відзнаки: висота — 37 мм, ширина — 28 мм.
- Зворотний бік медалі плоский з написом у три рядки «Збройні Сили України».
- За допомогою кільця з вушком медаль сполучається з прямокутною колодкою, обтягнутою стрічкою. Розмір колодки: висота — 45 мм, ширина — 28 мм. На зворотному боці колодки є застібка для прикріплення відзнаки до одягу.
- Стрічка відзнаки шовкова муарова синього кольору з трьома поздовжніми в центрі малиновими смужками, жовтими смужками з країв стрічки. Ширина малинових смужок: посередині — 5 мм і з боків по 2 мм кожна, жовтих смужок — по 2 мм кожна.
- Планка відзнаки — металева пластинка, обтягнута відповідною стрічкою. Розмір планки: висота — 12 мм, ширина — 24 мм.

## Порядок носіння відзнаки
Медаль «15 років Збройним Силам України» носять з лівого боку грудей і розміщують після медалі «10 років Збройним Силам України».